# Lindenfels (Naturschutzgebiet)
Das Naturschutzgebiet Lindenfels liegt auf dem Gebiet der Stadt Blieskastel im Saarpfalz-Kreis im Saarland.

## Lage
Das Gebiet erstreckt sich nördlich und nordwestlich der Blieskasteler Gemeinde Alschbach auf einer Länge von etwa 3,3 km vom Gut Lindenfels in südwestlicher Richtung bis zur Gemarkung von Biesingen. Nördlich des Gebiets verläuft die Landesstraße L 111, im Nordwesten reicht es bis an den Rand von Niederwürzbach. Im Süden wird es durch den Langentalergraben, einen Zufluss des Alschbachs, begrenzt. 

## Bedeutung
Das 113 ha große Naturschutzgebiet, eine Kernzone im Biosphärenreservat Bliesgau, wurde mit Verordnung vom 30. März 2007 unter der Kenn-Nummer NSG-124 unter Naturschutz gestellt. Diese Kernzone stellt sich als Laubwald auf Buntsandstein am Übergang zu Muschelkalk mit hohen Nadelholzanteilen dar.